# MAPK fosfatase
As MAPK fosfatase são uma classe de fosfatases. Estão envolvidas na sinalização celular via MAP quinases.